# Макензи Макдоналд
Макензи Макдоналд (енгл. Mackenzie McDonald; 16. април 1995, Пидмонт, САД) је амерички тенисер. Најбољи пласман на АТП листи у појединачној конкуренцији остварио је 1. августа 2022. када је заузимао 48. место. У каријери још није освојио АТП титулу у појединачној конкуренцији.
На Аустралијан опену 2023. године, победио је Рафаела Надала из Шпаније у другом колу, који је у том тренутку био други тенисер света.

## АТП финала

### Појединачно: 1 (0:1)
| Легенда                        |
| ------------------------------ |
| Гренд слем турнири (0:0)       |
| Завршно првенство сезоне (0:0) |
| АТП мастерс 1000 (0:0)         |
| АТП 500 (0:1)                  |
| АТП 250 (0:0)                  |

| Финала по подлози |
| ----------------- |
| Тврда (0:1)       |
| Шљака (0:0)       |
| Трава (0:0)       |

| Финала по локацији |
| ------------------ |
| Отворено (0:1)     |
| Дворана (0:0)      |

| Исход     | Бр. | Година | Турнир    | Подлога | Противник   | Резултат      |
| --------- | --- | ------ | --------- | ------- | ----------- | ------------- |
| Финалиста | 0–1 | 2021   | Вашингтон | Бетон   | Јаник Синер | 5–7, 6–4, 5–7 |